# Mohammad Malas
Mohammad Malas (ALA-LC: Muhamad Mulasun)  (en árabe: محمد ملص‎) () es un prominente realizador, director de cine, y guionista sirio. Malas dirigió varios documentales y largometrajes que obtuvieron reconocimiento internacional. Él está entre los primeros autores filmadores del cine de Siria.

## Biografía
Malas trabajó como maestro de escuela, entre 1965 a 1968, antes de mudarse a Moscú para estudiar cine en el Instituto de Cinematografía Guerásimov (VGIK). Durante su tiempo en VGIK, Malas dirigió varios cortometrajes. Después de su regreso a Siria, comenzó a trabajar en la Televisión siria. Allí, produjo varios cortometrajes que incluyen Quneitra 74, en 1974; y, al-Zhakira ("La Memoria") en 1977. Junto con Omar Amiralay, fueron cofundadores del "Damascus Cinema Club".

### Carrera en la cinematografía
Entre 1980-81 Malas filmó el documental, al-Manam ("El Sueño"), acerca de palestinos viviendo en campamentos de refugiados palestinos en Líbano durante la guerra civil. La película estaba compuesta por entrevistas con los refugiados, en las que les preguntaba sobre sus sueños. El rodaje tuvo lugar entre los campos de refugiados de Sabra, Shatila, Bourj el-Barajneh, Ain al-Hilweh, y Rashidieh. Durante el rodaje, Malas vivió en los campamentos; y, realizó entrevistas con más de 400 personas. Además, con la masacre de Sabra y Chatila de 1982, que cobró la vida de varias personas a las que entrevistó, conmoviendo a Malas, decidiendo dejar de trabajar en el proyecto. Finalmente regresó a ella después de cinco años, y la película se estrenó en 1987. Al-Manam ganó el primer premio al 1987 Festival Audiovisual Internacional de Cannes (FIPA) pero no fue ampliamente distribuido.
En 1983, Malas dirigió su primer largometraje, Ahlam al-Madina ("Los sueños de la ciudad"). La película autobiográfica sobre la mayoría de edad fue coescrita con Samir Zikra y recibió el primer premio en los festivales de cine de Valencia y de Cartago. En 1990, Malas rodó Nur wa Zilal ("Claroscuro"), una película documental sobre Nazih Shahbandar a quien describió como el "primer cineasta de Siria". La película fue prohibida por las autoridades sirias; y, solo se permitió su proyección una vez en 1993 en el American Cultural Center en Damasco.
El segundo filme de Malas, al-Lail ("La Noche"), lo realizó en 1992. Para esa película autobiográfica, se usaron sets de filmación, en Quneitra, ambientados entre los años de 1936 y la guerra árabe-israelí de 1948. Formó, junto con  Ahlam al-Madina , la primera y la segunda parte de un proyecto de trilogía inacabado de Malas. Al-Lail ("La Noche") recibió reconocimiento internacional y ganó el primer premio en el Festival de Cine de Cartago de 1992. Sin embargo, la película fue prohibida en Siria y solo se proyectó por primera vez en 1996. Malas también colaboró con Omar Amiralay en el documental de 1996, Moudaress, sobre el pintor pionero sirio Fateh Moudarres. Bab al-Makam ("Pasión"), estrenada en 2005, siendo el tercer largometraje de Malas.

## Obra

### Filmografía
- A Dream of a Small City (1970)
- Quneitra 74 (1974)
- The Memory (1977)
- Los sueños de la ciudad (1983)
- El Sueño (1987)
- Chiaroscuro (1990)
- La Noche (1992)
- Moudaress (1996)
- Pasión (2005)
- Escalera a Damasco (2013)